# Шина (фільм)
«Шина» (англ. Rubber) — французько-ангольський художній фільм 2010 року, трилер-комедія.
Режисер та сценарист Квентін Дюп'є
В ролях: С. Спінелла, Д. Плотнік, У. Хаузер, Р. Месквайда